# Geodromicus longipes
Geodromicus longipes är en skalbaggsart som först beskrevs av Mannerheim 1830.  Geodromicus longipes ingår i släktet Geodromicus, och familjen kortvingar. Arten är reproducerande i Sverige.